# Докторантура
Докторанту́ра — формы повышения квалификации лиц с целью подготовки их к соисканию учёных степеней докторa наук; специализированное подразделение вуза или научно-исследовательского учреждения по подготовке преподавательских и научных кадров высшей квалификации — докторов наук.

## Докторантура в разных странах

### Докторант
Доктора́нт — лицо, обучающееся в докторантуре и готовящееся к защите диссертации на соискание учёной степени доктора наук. Защиту проводит совет по защите докторских диссертаций.

##### Социальные гарантии
В российском законодательстве Федеральным законом «О высшем и послевузовском профессиональном образовании в Российской Федерации» предусматриваются следующие гарантии:
- Докторантам выплачиваются государственные стипендии и предоставляются ежегодные каникулы продолжительностью два месяца.
- За докторантами сохраняются все права по месту работы, которые они имели до поступления в докторантуру (права на получение жилой площади, на присвоение ученого звания и другие права), а также право на возвращение на прежние места работы.
- Аспиранты и докторанты пользуются бесплатно оборудованием, лабораториями, учебно-методическими кабинетами, библиотеками, а также правом на командировки, в том числе в высшие учебные заведения и научные центры иностранных государств, участие в экспедициях для проведения работ по избранным темам научных исследований наравне с научно-педагогическими работниками высших учебных заведений и научными работниками научно-исследовательских учреждений (организаций).
- Для завершения диссертаций на соискание ученой степени кандидата наук или доктора наук работникам предприятий, учреждений и организаций по месту работы предоставляются отпуска с сохранением заработной платы продолжительностью соответственно три или шесть месяцев в порядке, установленном положениями об аспирантах, докторантах и соискателях.

### Болонский процесс
В рамках Болонского процесса, полностью адаптированного в странах Западной Европы и Северной Америки, докторантурой называется аналог российской аспирантуры и приступить к обучению в ней могут выпускники магистратуры, хотя в ряде стран доступно обучение в такой докторантуре и для бакалавров. Аналогом же российской докторантуры, как уровня дальнейшей подготовки научных кадров, уже обладающих степенью PhD (или её эквивалентом), в некоторых западных странах является хабилитация (на постсоветском пространстве — в странах Балтии и Молдове; там также признаются учёные степени и звания, полученные в СССР.
Согласно Совместному заявление о взаимном академическом признании периодов обучения в высших учебных заведениях, документов о высшем образовании, российских ученых степенях и германских академических квалификациях (1999 год), компетентные ведомства РФ признают германскую академическую квалификацию «Habilitation» на уровне российской ученой степени «доктор наук»; компетентные ведомства ФРГ, со своей стороны, признают российскую ученую степень «доктор наук» на уровне германской академической квалификации «Habilitation».